# 広瀬和育

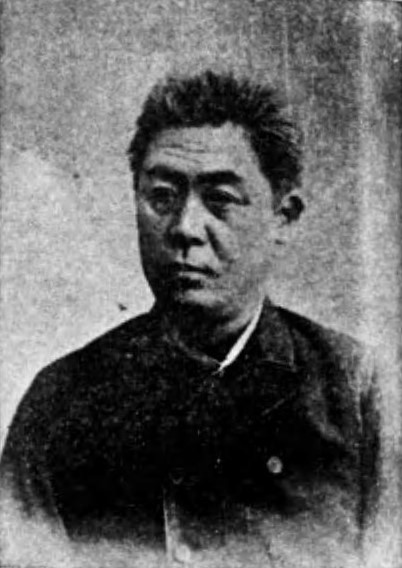
広瀬和育

広瀬 和育 （ひろせ わいく、嘉永2年4月14日（1849年5月6日） - 大正14年（1925年）4月29日）は、山梨県の名望家。貴族院議員、第十銀行頭取。号は梧邨、東田外史。

## 略歴
甲斐国巨摩郡藤田村（現在の山梨県南アルプス市）に、父・和達の長男として生まれる。明治6年（1873年）1月に藤田村戸長、1876年明治9年（1876年）10月に山梨県学区取締総理、明治12年（1879年）8月に藤田村会議長、明治17年（1884年）5月に藤田村浅原村両村戸長、明治19年（1886年）3月に三恵、鏡中条、下今井、藤田四ヶ村戸長を務めた。その後、明治22年（1889年）8月の町村制施行により藤田村の村会議員、村長となり、明治23年（1890年）3月から明治28年（1895年）9月まで山梨県会議員を務め、明治30年（1897年）9月には多額納税者の互選により貴族院議員となり、同年9月29日から明治34年（1901年）9月28日まで在任した。
事業面においては、明治13年（1880年）に銀行類似会社である「釜右社」を設立し、自ら社長となって地域金融の道を開いている。また、南巨摩郡鰍沢村に設立された銀行類似会社である「貸付商会」の株主になるとともに、同社の後身である富士銀行の取締役となっている。また、経済圏の拡大に伴い第十銀行の大株主となり明治37年（1904年）に監査役、明治38年（1905年）に取締役、大正5年（1916年）1月15日には第二代頭取佐竹作太郎の後任として第三代頭取に就任し大正9年（1920年）1月15日まで務めている。
大正4年（1915年）には徳川家達の篆額による「梧村廣瀬翁顕彰碑」が建立されている。